# Scuola di formazione di base
La Scuola di formazione di base (SFB) del Corpo nazionale dei vigili del fuoco fa parte, assieme alla Scuola di formazione operativa (SFO) e all'Istituto Superiore Antincendi (ISA), del trio di strutture deputate per la formazione del personale dei vigili del fuoco; è situata a Roma, zona Capannelle, in piazza Scilla 2. 
Provvede all'attuazione dei corsi d'ingresso per tutto il personale del CNVVF e dei corsi professionali basici assegnati alla scuola; cura la definizione delle modalità di svolgimento dei corsi, avvalendosi dei docenti ed istruttori iscritti all'albo dei formatori, l'attuazione dei saggi e delle cerimonie di rappresentanza del CNVVF svolte presso il complesso della SFB e l'organizzazione del museo della scuola e della biblioteca storica.
Gestisce i servizi comuni di tutto il complesso della SFB e cura la gestione degli immobili, degli impianti e dei beni mobili di pertinenza della scuola.